# Institut africain des sciences mathématiques
Pour les articles homonymes, voir AIMS.
L’Institut africain des sciences mathématiques (en anglais : African Institute for Mathematical Sciences, abrégé en AIMS) est un institut fondé en 2003 à Muizenberg en Afrique du Sud dont le but est de promouvoir la science et les mathématiques en Afrique. Il a pour vocation de recruter et de former étudiants et enseignants pour l'Afrique.

## Histoire
L'AIMS a été fondé en 2003 par Neil Turok, un mathématicien de Cambridge. Neil Turok est le fils de Ben Turok, député sud-africain pour la circonscription de Muizenberg, issu de l'ANC, et fortement impliqué dans le mouvement contre l'apartheid mené par l'ANC en Afrique du Sud. L'institut est dirigé depuis sa fondation par le professeur Fritz Hahne, physicien théoricien.
L'AIMS est une des concrétisations du programme de partenariat pour le développement de l'Afrique (NEPAD), voulue par le président sud-africain Thabo Mbeki et d'autres dirigeants africains.
En avril 2017, le président rwandais Paul Kagamé a officiellement lancé l’« Écosystème de la connaissance », un projet de l’AIMS dont le financement est estimé à un montant compris entre 50 et 60 millions de dollars sur cinq ans. Kigali accueillera également le prochain « Next Einstein forum » en 2018, après l'ouverture d'un centre au Rwanda, en 2016, faisant suite aux centres ouverts au Sénégal (2011), au Ghana (2012), au Cameroun (2013) et en Tanzanie (2014). La capitale rwandaise devrait également accueillir le siège de l'AIMS, transféré depuis Le Cap.

## Partenariats
L'AIMS est sponsorisé par de nombreuses entreprises privées, ainsi que par le gouvernement sud-africain. Il est par ailleurs parrainé par les universités de Cambridge, Oxford et Paris-Sud, Orsay. Il travaille de plus en partenariat avec les universités locales de Stellenbosch, du Cap et du Cap-Occidental où les étudiants sont administrativement inscrits.
La plupart des enseignants viennent des trois partenaires locaux ou des universités marraines d'Europe.

## Scolarité
La scolarité dure neuf mois à l'AIMS. La première partie de l'année comporte un tronc commun de cours généraux de mathématiques afin d'uniformiser le niveau des étudiants et de leur donner de bonnes bases. La seconde partie comporte des cours avancés que les étudiants peuvent choisir. Enfin dans les deux derniers mois, les étudiants préparent et soutiennent un essai sur un sujet de leur choix.
Chaque cours est sanctionné par une note. P- signale une insuffisance, P un bon déroulement du cours et P+ une implication exceptionnelle. Les notes de P- et P+ sont données avec parcimonie. L'AIMS n'encourage pas l'esprit de compétition, mais souhaite voir les étudiants collaborer et travailler en équipe. L'année est sanctionnée par la remise du diplôme de l'AIMS. Chaque cours est d'une durée de trois semaines. L'institut accueille régulièrement des professeurs de renommée internationale.

## Exemples de cours donnés à l'AIMS

### 2006 / 2007
- Méthodes numériques
- Introduction à la modélisation climatique
- Algèbre computationnelle et applications
- Topologie et géométrie
- Méthodes mathématiques de la finance
- Introduction à la physique quantique
- Analyse complexe et distributions
- Mécanique statistique
- Dynamique des fluides
- Solitons
- Méthodes numériques appliquées à la Biologie

## Personnalités liées à l’institut

### Professeurs ayant enseigné à l'AIMS
- Alan Frank Beardon
- Alan Macfarlane
- Tadashi Tokieda
- David J. C. MacKay
- Neil Turok
- Malcolm Macfarlane
- Bernt Øksendal
- Sanjoy Mahajan
- Munte-Kaas
- Vincent Rivasseau
- Kimber Gross
- Liz Moyer
- Bubacarr Bah
- Pedro Ferreira
- Peter Olver
- Carl Scheffler
- Edward M. Lungu
- Tanimola B. Liverpool
- Gareth Witten
- Oluwale D. Makinde
- Ekhard Kopp
- John Cardy
- Jaciek Banasiak
- Mohamed El-Amin Ahmed El-Tom